# CD 미란데스

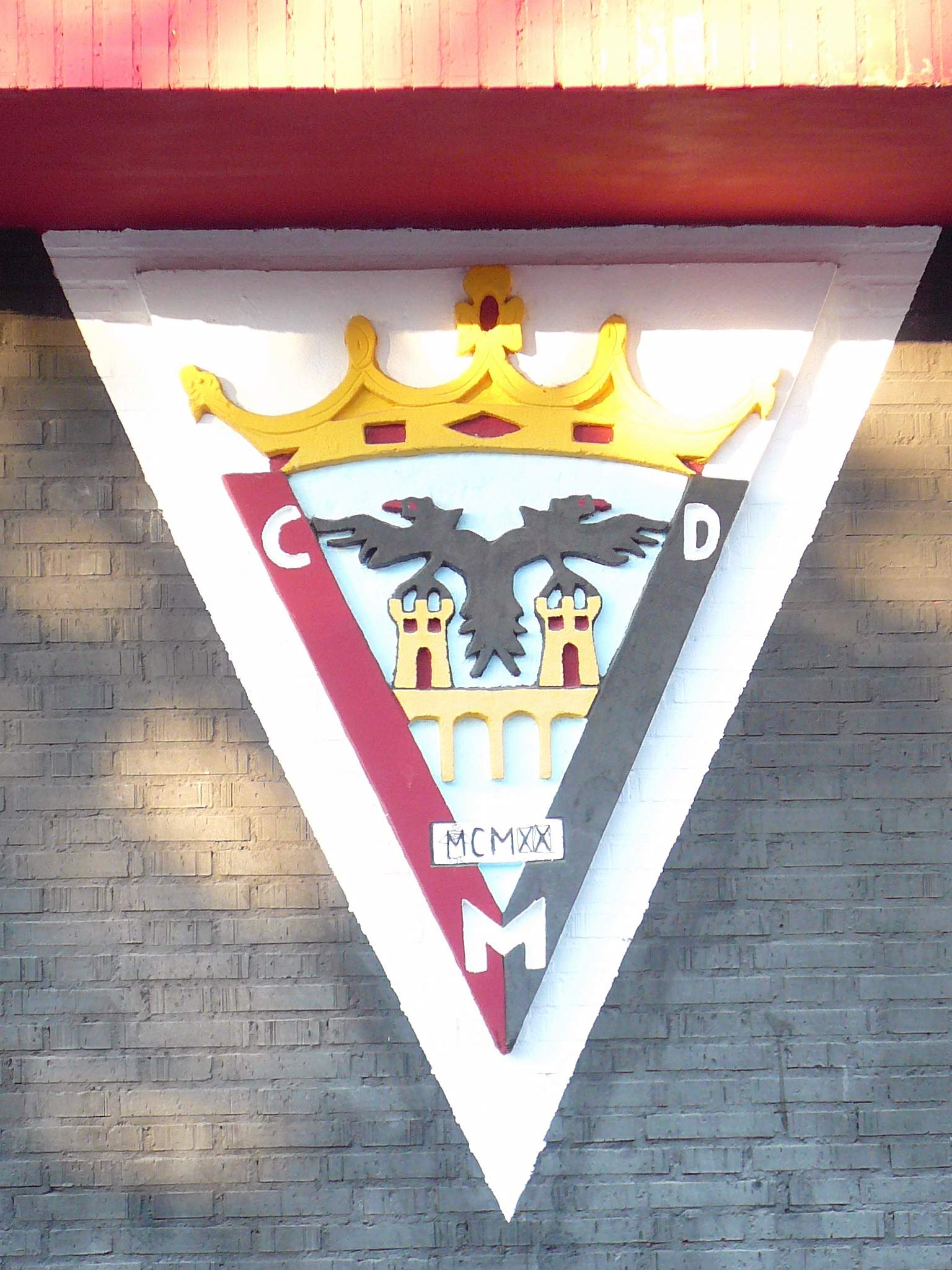

CD 미란데스(Club Deportivo Mirandés S.A.D.)는 부르고스 주 미란다데에브로를 연고로 하는 스페인의 축구 클럽이다.
2011-12 시즌 코파 델 레이에서 비야레알, 라싱, 에스파뇰 등의 1부 리그 팀들을 차례대로 승리를 기록하면서 4강까지 진출하는 이변을 일으켰다. 그러나 4강전에서 만난 아틀레틱 빌바오에게 1,2차전 합계 3:8로 패하면서 탈락하였다. 리그에서는 2011-12 시즌 세군다 디비시온 B에서 B조 1위로 시즌을 마감하여 2부 리그인 세군다 디비시온으로 승격하는데 성공하였다. 이는 클럽 역사상 처음으로 2부 리그로의 승격이다. 대표적인 출신 선수로는 파블로 인판테가 있다.

## 선수 명단

### 현역
참고: FIFA 자격 규정에 따라 소속된 국가대표팀 국기를 표시합니다. 선수는 복수의 FIFA 비회원국 국적을 가지고 있을 수 있습니다.
| 번호 | 포지션 | 국적 | 이름            |
| ---- | ------ | ---- | --------------- |
| 9    | FW     |      | 호아킨 파니첼리 |

| 번호 | 포지션 | 국적 | 이름            |
| ---- | ------ | ---- | --------------- |
| 19   | MF     |      | 마티스 라츄에르 |

## 역대 감독
| 감독              | 임기      |
| ----------------- | --------- |
| 후안마 리요       | 1988~1989 |
| 후안마 리요       | 1990~1991 |
| 보르하 히메네스   | 2018~2019 |
| 안도니 이라올라   | 2019~2020 |
| 호세 알베르토     | 2020      |
| 호세바 에체베리아 | 2022~2023 |